# Sahavato
Sahavato est une  commune urbaine malgache située dans la province de Fianarantsoa, dans la partie nord-est, dans la région de Vatovavy et a l'ouest de Nosy Varika.

## Géographie
La commune se situe à l'Est de Madagascar. Elle fait partie de la région Vatovavy.

## Population
La population de Sahavato est à l'origine Betsileo, Antambahoaka, Betsimisaraka, Atsimo. Ces peuples sont désignés collectivement par le terme « Betsimisaraka Atsimo Anivo ».